# 堀部正二
堀部 正二（ほりべ しょうじ、1913年10月29日 - 1944年9月7日）は、日本の国文学者、文献学者。中古文学専攻。旧姓・鹿嶋。

## 経歴
大阪府出身。京都帝国大学文学部卒業。大学院生時代、京都帝国大学図書館に寄託されていた近衛家文書の古筆証本「二十巻本類聚歌合」を調査研究。その後、設立された陽明文庫嘱託となる。
1944年（昭和19年）応召、同年9月7日、中国で戦病死。

## 親族
- 子息 堀部功夫(1943年－) - 池坊短期大学教授(2002年退任)。著書に『「銀の匙」考』（翰林書房　1993年）など。

## 著書
- 「中古日本文学の研究」教育図書、1943年（物語文学研究叢書/神野藤昭夫監修、第23巻、クレス出版 1999年として再刊）
- 「纂輯類聚歌合とその研究」美術書院、1945年
- 「中世日本文学の書誌学的研究」全国書房、1948年

この項の出典: